# С-200
С-200 (название на НАТО SA-5 Gammon) е съветски далекобоен зенитно-ракетен комплекс, разработен в началото на 60-те години от НПО Алмаз.

## Описание
В началото на 60-те С-200 е разработена и приета на въоръжение в ПВО на СССР. До 1985 година в цялата страна са изградени 130 площадки с общо 1950 установки.
С-200 е един от най-далекобойните фиксирани конвенционални ЗРК. Стандартната единица е дивизион, който включва 6 установки и радар за насочване. В някои страни броят на установките в дивизиона обаче може да е различен.
Ракетата разполага с 4 ускорителя, чрез които тя се изстрелва. След 3 до 5,1 секунди полет те се отделят, и се активира двигателят на самата ракета. Бойната глава може да бъде осколъчно-фугасна с тегло 217 кг или ядрена с мощност 25 кт. Тя се детонира автоматично (при контакт с целта или при определено разстояние от нея) или ръчно. Максималната ѝ скорост е Мах 8, и вероятността за точно попадение от първи удар – 0,85. Предназначена е главно за защита от бомбардировачи и самолети на голяма височина.
Радарът 5Н62 има обсег от 270 км и служи за откриване на целта и насочване на ракетите. Допълнително може да има още няколко различни вида радари, вкл. 5Н84А за ранно предупреждение, с обсег 600 км.

### Варианти на комплекса
- С-200А „Ангара“ – начален вариант от 1967 с ракета В-860 (обсег 160 км и таван 20 км)
- С-200В "Вега" – с ракета В-860ПВ. Влиза в експлоатация през 1970 година. Обсег 250 км, таван 29 км.
- С-200 „Вега“ – с ракета В-870 с твърдо гориво. Обсег 300 км, таван 40 км.
- С-200М „Вега-М“ – с ракета В-880. Обсег 300 км, таван 29 км.
- С-200ВЕ „Вега-Е“ – износен вариант с ракета В-880Е. Обсег 250 км, таван 29 км и без възможност за ядрена бойна глава.
- С-200Д „Дубна“ – с ракета В-880МН. Приет на въоръжение през 1976. Обсег 400 км, таван 40 км.

## Употреба
- Руско-грузинска война — Грузия успява да свали руски Ту-22М с установка С-200.
- На 4 октомври 2001 украинската противовъздушна отбрана сваля пътнически самолет Ту-154, пътуващ от Тел Авив до Новосибирск. Загиват всички 78 души на борда.

## Оператори
- Азербайджан
- Алжир
- България – 1 дивизион с 6 установки С-200ВЕ
- Грузия
- Индия
- Иран – ок. 100 установки
- Казахстан
- Латвия
- Либия
- Полша
- Северна Корея – 24 установки
- Сирия – 8 установки
- Туркменистан
- Узбекистан
- Украйна

### Бивши
- Беларус
- Молдова
- Русия
- Унгария
- Чехия
- ГДР
- Чехословакия
- СССР

### Неясен статут
- Монголия – притежава комплекси С-200 към 1985, но не е известно в какво състояние са те.

## Технически характеристики (В-870)
- Дължина: 10,8 м
- Тегло: 7100 кг
- Бойна глава: осколъчно-фугасна, 217 кг
- Далечинен обсег: 300 км
- Височинен обсег: 40 км
- Скорост: 2,5 км/сек